# Leo Halban
Pour les articles homonymes, voir Blumenstock et Halban.
Leo Halban, né Leo (ou Leon) Blumenstock, le 11 mars 1838 à Cracovie et mort le 28 février 1897 dans la même ville, est un médecin légiste polonais.

## Biographie
Leo Halban étudie la médecine à Cracovie, où il obtient son diplôme en 1862, et obtient une maîtrise en obstétrique à Vienne. De 1863 à 1866, il est assistant à la clinique ophtalmologique de Cracovie. En 1869, il devient privat-docent et, en 1871, professeur associé de médecine légale à la faculté de droit de Cracovie. En 1881, il devient professeur titulaire à la faculté de médecine. En tant que médecin légiste, il est autodidacte.
Il est membre de l'Académie des connaissances (Akademia Umiejętności) et président de l'Association médicale de Cracovie.
Leo Halban contribue à la Real-Encyclopädie der gesammten Heilkunde d'Albert Eulenburg.
Après sa mort, sa veuve Berta et ses fils Alfred et Heinrich sont anoblis.
De 1873 à 1892, il est rédacteur en chef de la revue médicale Przegląd Lekarski.

## Contributions
- Contributions à la Real-Encyclopädie der gesammten Heilkunde d'Albert Eulenburg.
  - Volume 1 (1880) Lire en ligne, p. 634–637: Augenscheinbefund
  - Volume 2 (1880) Lire en ligne, p. 147–149: Berufsunfähigkeit; p. 429–432: Brandstiftungstrieb
  - Volume 3 (1880) Lire en ligne, p. 466–470: Conträre Sexualempfindung; p. 687–688: Darmschwimmprobe
  - Volume 4 (1880) Lire en ligne, p. 192–195: Dispositionsfähigkeit; p. 223–226: Dynamit (forensisch); p. 639–640: Entstellung
  - Volume 5 (1881) Lire en ligne, p. 003–007: Epilepsie (forensisch); p. 142–144: Exhumation; p. 454–455: Gänsehaut; p. 589–593: Gehirnerschütterung (forensisch); p. 710–712: Gelüste der Schwangeren (forensisch)
  - Volume 6 (1881) Lire en ligne, p. 038–039: Gesundheitsstörung (forensisch); p. 051–066: Gift (forensisch); p. 144–146: Gutachten (forensisch); p. 149–154: Haare (forensisch)
  - Volume 7 (1881) Lire en ligne, p. 121–123: Idiotismus (forensisch); p. 408–432: Kindstödtung; p. 527–531: Körperverletzung (forensisch); p. 533–540: Kohlenoxydvergiftung
  - Volume 8 (1881) Lire en ligne, p. 114–116: Lebensfähigkeit (forensisch)
  - Volume 10 (1882) Lire en ligne, p. 362–365: Paukenhöhlenprobe
  - Volume 12 (1882) Lire en ligne, p. 376–380: Schwefelwasserstoff; p. 435–437: Section; p. 527: Siechthum (forensisch); p. 527–532: Simulation
  - Volume 14 (1883) Lire en ligne, p. 505–507: Verkohlung; p. 534–535: Verstümmelung